# 十二国記の登場人物
十二国記の登場人物（じゅうにこくきのとうじょうじんぶつ）では小野不由美の小説『十二国記』シリーズおよびそれを原作とするアニメ作品に登場する人物を列挙する。
各国の情勢については十二国を、外伝である『魔性の子』の登場人物については魔性の子#登場人物をそれぞれ参照されたい。特に断りがない場合は、常世とも呼ばれる作品の主な舞台となる世界を十二国世界もしくは十二国、日本・中国のことはそれぞれ蓬莱・崑崙と記述する。

## 慶東国
中嶋陽子（なかじま ようこ）
声 - 久川綾
現在の慶東国国主。胎果であり、蓬莱（現代の日本）で生まれ育ち普通の高校生として生活していたが、王気に導かれて蓬莱に渡ってきた景麒により訳も分からないまま十二国に連れ戻される。しかし直後に塙麟の使令とそれが呼び寄せた妖魔の襲撃により景麒は捕えられ、使令達ともはぐれて巧州国の虚海側の沿岸・配浪に流れ着く。日本に戻るべく景麒を探して当ても無く彷徨う内に、巧国の役人の目が手薄な巧国の内陸へと入り込み、そこで行き倒れたところを楽俊に拾われる。度重なる妖魔の襲撃や出会った者達の裏切り、更には水禺刀からの幻、青猿（声 - 岡野浩介）の讒言によって極度の人間不信に陥るが、楽俊の存在によって救われ、共に雁国を目指す。
景麒の正体と陽子が連れて来られた理由に気付いた楽俊の薦めで、延麒に目通りを願い、延麒の代わりに尚隆に会う。尚隆から自分が人として死んでおり蓬莱に帰れば長くは生きていけない事と、偽王の出現で混乱する慶国の状況を聞き、王になるか死かの究極の選択を迫られる。楽俊や冗祐の諫言を受け、尚隆から借り受けた軍勢を率いて偽王・舒栄を打ち倒し、新たな景王として即位した。
近年慶国では無能な王が続き、特に直近三代は暗愚な女王が続いた上にその後を継いだ偽王まで女だったため、官の信用を得られず最初はまともに国事を執り行えなかったが、和州の乱を機に信頼できる仲間を得、「伏礼を廃する」という初勅を出す事ができ、朝廷の整備も進みつつある。十二国には国間での相互援助の概念や大使館などの在外公館が無いことから、空位の国の民を援助する組織を作れないかと考えており、回復した泰麒に大使になってくれないかと打診した。
真っ赤な髪かつ、褐色の肌と碧色の瞳をした美少女。蓬莱では寡黙で卑屈な性格であり、他人の顔色を窺って生きていたため、高圧的で女性蔑視する父親に意見できず、自分の志望校にも中学校時代の担任が薦める学校にも行けなかった。成績はそこそこ優秀だったが政治には疎い。
現在は勇敢かつ正直者であり、行動は男勝りである。官に付けられた字は赤子（せきし）。王の着物がゆったりとした衣服を重ね着するため、動きにくい事も相まって着慣れた質素な服を好んでいる。たびたび「中陽子（ちゅうようし）」と名乗っては市井に下りる。その際は男装に近い格好であり、性格や言葉遣いもあって男に間違われることも少なくない。一部の官にも「女の匂いの乏しいまま王になった」と評されているが、本人は特に気にしていない。衣類や礼など、故郷とは違う十二国世界の慣習や考え方にはなかなかなじめない模様。
蝕で巧国に流された当初は絶望の中で日本で視聴していたテレビドラマの続きが気になっていたり、李斎が金波宮に駆け込んだ際に戴への派兵を考えた時、兵士の食料を一人一食ハンバーガー一個（を一日三食）で計算するなど、時たま作品の初版が書かれた当時の日本の年頃の少女を垣間見せることがある。
景麒（けいき）
声 - 子安武人
慶国の麒麟。慶国宰輔を務め、首都州・瑛州の州候も兼ねる。色味の薄い金髪で、外見は20代後半の男性。慈悲深いが生真面目な性格のため、冷徹だと思われがちである。必要最低限の言葉しか発しない。更に相手の考えを理解できないと重い溜め息を吐く癖がある。
陽子の前は舒覚に仕えていた。元々の性格から彼女を引き籠らせてしまったが、泰麒との交流を通じて人に優しくすることを学ぶ。使令の名前は当て字である。
白芥瑚（はく かいこ）
声 - 進藤尚美
景麒の女怪。羽毛に覆われた身体の鳥女。翼のような腕、金茶の縞のある背、足は羽毛に覆われた人型、長い尾がある。景麒の命令により、陽子が十二国世界に行く時の先導役になった。
冗祐（じょうゆう）
声 - 堀川仁
景麒の使令。種族は賓満（ひんまん）、岩でできたような顔色の悪い男の顔であり首から下が半透明のゼリー状の姿をしている、戦場や軍隊に出没する妖魔で、憑依した者の戦闘能力を向上させる。陽子に憑りついている間は、不気味がった陽子への配慮で、景麒の命令により「無きもの」として振舞っていた。陽子が偽王と戦うか元いた世界に戻るか悩んだ時、景麒の命令に背いて彼女に話しかけ、玉座を望むよう勧めた。
班渠（はんきょ）
声 - 岡野浩介
景麒の使令。種族は猗即（いそく）。銅色の毛並みの大型犬に似た獣。脚が速く、最速の騎獣に匹敵する。
驃騎（ひょうき）
声 - 清水敏孝
景麒の使令。種族は鉤吾（こうご）。暗赤色の毛並みの豹。
重朔（じゅうさく）
景麒の使令。種族は雍和（ようわ）。巨大な体躯の狒狒型の妖魔。
雀胡（じゃっこ）
景麒が泰麒に折伏を実演してみせた際に得た使令。種族は飛鼠（ひそ）。耳の短い兎のような妖魔。
大木鈴（おおき すず）
声 - 若林直美
明治時代の生まれの海客。別名・木鈴（もくりん）。生家の口減らしのため身売り奉公に出されたが、奉公先の東京に向かう道中で蝕に流され、保護された街から引き渡された朱旌に交じって雑務婦として生きながらえた。言葉が通じない事に苦しんでいたが、才国で梨耀に出会い、彼女に懇願して仙籍に入り下働きとして働く。しかし同時に「笨馬（＝粗末な娘・愚か者）」と罵られ、仙籍から外される恐怖から逃げ出す事もできずに、約100年間を彼女の熾烈な仕打ちに耐えながら過ごした。
夜中に甘蕈（かんきん）を取りに行かされた際、梨耀の騎獣である赤虎をけしかけられた事で溜まりに溜まっていた鬱憤が爆発し、その赤虎を御して梨耀の執拗な酷使から逃げ出し長閑宮に駆け込んだ。そして采王に自らの仙籍の保護と旅費などの援助を受け、同じ蓬莱出身の景王に憧れて慶国を目指す。途中、連れとなった清秀が和州で昇紘により轢殺されたことで景王を恨むようになり、景王を暗殺しようと王宮に向かうも王が留守だったため果たせず、夕暉の勧誘を受け内乱に身を投じる。その最中に陽子と出会い、和州の乱後は慶国の女御（王の衣服係）として王宮に侍る。
祥瓊（しょうけい）
声 - 桑島法子
姓名は孫昭（そんしょう）。紺青色の髪と紫紺色の瞳を持つ美少女。先の芳国の公主として13歳から30年以上贅沢な暮らしをしていたが、公主としての責任を自覚することなく何も果たさなかったため民に憎まれ、謀反により全てを失う。月渓により仙籍を削除された上で浮民の子供・玉葉とされて、彼が州侯を勤める恵州の新道の里家で貧しい生活を強いられる。3年後、旅芸人の興行を見た里家の子供達から慶国に同い年の女王（陽子）が即位した話を耳にし、同い年の女が何の苦労もせずに自分の失った物全てを手に入れたと思い込み逆恨みする。その後、里の人間に素性が露見し、私刑で車裂きにされかかったところを沍姆の知らせを受けた恵州師に救出され、月渓の配慮で恭国に送られるが、珠晶から与えられた奚の処遇を屈辱と受け、恭国の王宮の宝物を盗んで出奔、景王の位を簒奪しようと慶国に向かう。
しかし指名手配されたため柳国で役人に捕まり、盗品を没収されほぼ無一文になり、前日泊まった宿で相部屋になった楽俊と共に旅を続ける。楽俊との会話で自分がいかに無知で無責任であったかを思い知らされ、公主としての自覚と反省を促される。更に陽子が登極するまでの経緯を聞かされ、逆恨みではなく景王に興味を抱く。
楽俊と別れたどり着いた慶国和州で磔刑に遭遇し、芳国で私刑に遭った自分と家族が磔刑に処された民の両方に共感を覚えて役人に石を投げ、逃げる途中で桓魋に助けられ内乱に協力する。その後拓峰で追い詰められていた陽子・鈴らを援護し、同時に陽子が景王である事を知る。
勅命無しで禁軍が派兵された際、30年の王宮生活から「宮中の黒い部分」を知る彼女の経験が生かされ、和州の汚職の黒幕である靖共の存在を暴き出し、動揺する拓峰の民を「王師は絶対に動かない」と説得した。和州の乱後は慶国の女史（王の執務を助ける最下級の文官）として王宮に侍り、氾王が訪問した際にはその美的感覚を認められ、2人の世話に奔走した。
アニメでは「偲芳歌」という都の歌を時折口ずさみ、幸せな王宮時代を思い出していた。しかし公主としての責任を自覚した後は歌詞の「かわいい人形」をかつての無知な自分と重ねており、忌み嫌っている。
浩瀚（こうかん）
声 - 乃村健次
元・麦州侯。松塾出身。舒栄を偽王と断じて抵抗するも、陽子率いる偽王討伐兵が駆けつけた時には既に偽王軍に捕らえられた後だった。唯一偽王に下らなかった州候で、それを逆手に靖共によって謀反の疑惑をかけられ、国外追放に処され、移送中に靖共の手下に襲われるも桓魋達によって難を逃れる。和州の乱後には潔白が証明され、六官の長である冢宰に任じられる。有能で怜悧な人物。見た目は30歳前後。
桓魋を軍の士官にするため彼の戸籍の半獣の記述を破り捨てたり、先の予王の女性追放令に対して「船が足りない」などと言い訳して民の国外輸送を引き伸ばすなど、国法よりも道を重視して事を為す政治的に大胆な面もある。しかし天の理に反してまで予王を弑することはなかった。
柴望（さいぼう）
声 - 堀川仁
浩瀚の部下で、元・麦州州宰。浩瀚とともに州宰を罷免され、以後は潜伏した浩瀚、桓魋が率いる軍勢、味方の侠客などの連絡役になった。和州の乱後は呀峰に代わって和州侯に任じられる。
桓魋（かんたい）
声 - 松本保典
姓名は青辛（せいしん）。浩瀚の部下で元・麦州師左将軍。熊の半獣であり、華奢な見た目以上の怪力を持つ。浩瀚の救助と呀峰の悪行を朝廷に知らしめるため、明郭で反乱軍を結成していた。和州師に追われていた祥瓊を助け仲間に引き込む。殊恩党が起こした止水郷襲撃に手勢を率いて加勢し、更に和州州都・明郭で配下の兵士を蜂起させる。和州の乱後は禁軍左将軍に任じられる。
浩瀚には深い忠誠心を持っており、「麦候が予王を殺せと言われれば殺していたが、麦候の命令なく自分の意思だけで予王を殺そうとは思わなかった」と月渓に語っている。慶国の勅使として芳国に赴き、その折の会談が恵候月渓が仮王として立つ決意をする一助となる。
実家は多数の官吏を輩出している有数の商家で、兄弟は皆高官。不自由のない環境で育ったため、家事全般が不得手。
労蕃生（ろう はんせい）
松塾出身の侠客。茶斑の頭をしている。浩瀚や柴望とは知己で、虎嘯とも古馴染み。何でも仲介するが人の仲介は好まない。
虎嘯（こしょう）
声 - 西凛太朗
和州止水郷で安宿を経営していた大男。昇紘を討つため同志を募り殊恩党を結成、反乱をおこす。和州の乱後は大僕（貴人の護衛役）として陽子に仕える。
夕暉（せっき）
声 - 野島健児
虎嘯の弟。兄の宿屋の実質的な経営者。頭が良く、殊恩党の参謀役だった。和州の乱後は瑛州の少学に通う。都市計画に興味を持っている模様。
遠甫（えんほ）
声 - 西村知道
氏名は乙悦（おつえつ）。自力昇仙した飛仙・老松で、かつて達王に請われて仕えたとされる伝説の松伯（しょうはく）である（仙の呼び名については十二国#仙を参照）。延麒と面識がある。達王に仕えた後は出身地の麦州・支松（古称は支錦）で人道や世界の理を説く私塾（義塾）「松塾」の閭胥のような事をしており、浩瀚や柴望らを教えた。松塾は他国から生徒が来るほど有名だった。
和州の乱の2年ほど前、靖共の部下になれという要求を拒否したため松塾が暴漢（靖共一派の刺客）に焼討ちにあった後、景麒の計らいで瑛州固継の閭胥として身を潜める。和州の乱後は王宮に復帰し、三公（王の教育係）の筆頭・太師を務める。
蘇蘭桂（そ らんけい）
声 - 千葉千恵巳
幼くして家族を喪った少年。小字（子供の呼び名）は桂桂。姉と共に固継の里家（孤児と、60歳以上の班田を返上した老人が暮らす施設）で生活していた。遠甫拉致の際、巻き添えで襲われ重傷を負う（アニメでは錯乱した浅野に銃で撃たれる）が回復する。 和州の乱後は、陽子と遠甫の保護のもと、奄として金波宮で暮らしている。
蘇蘭玉（そ らんぎょく）
声 - 川上とも子
蘭桂の姉で16歳。陽子が街に下りて初めて交流をもった女友達で、遠甫と同様に陽子へこの世界の常識を教える。遠甫拉致の際、巻き添えで襲われ惨殺される。その時、逃げ込んだ陽子の部屋で偶然見つけた御璽をとっさに守った。
清秀（せいしゅう）
声 - 平松晶子
慶国から巧国、そして奏国へと国の荒廃のために逃れてきた難民。12歳前後の少年で、蜜柑色の髪が特徴的。巧国で父親を妖魔に襲われて亡くし、奏国で母親を病気のために亡くす。新王即位の報を聞いて慶国へ帰るため船に乗った際に鈴と会い、共に旅をする。自身の不幸自慢をする鈴に怒り、不幸の平等性を説いた。
妖魔に襲われたときに負った頭部の傷がもとで失明し衰弱、最期は和州止水郷で昇紘により轢殺される。
玉葉（ぎょくよう）
声 - 寺内よりえ
陽子の即位当初、身の周りの世話をした女官のひとり。予王の時代には、春官で学校の整備に携わる下官のひとりだった。前向きな性格で、予王の治世末期に国中の女が国外に追放された時、いい機会だとして各地の学校を見て回った。なお、「玉葉」とは器量良しの女性を指す字である。
秋官長
声 - 金月真美
慶国の秋官長。靖共の派閥に属していた。和州の乱後も辛うじて地位を保つが、陽子に頭が上がらなくなった。原作では明確な描写は無いが、アニメでは30歳前後の女性。
夏官長
声 - 佐々木健
慶国の夏官長。靖共の派閥に属していた。アニメでは30歳前後の気弱そうな男性。

### 陽子と敵対した人々
舒栄（じょえい）
声 - 小山茉美
予王の妹、字は花麗（かれい）。即位後の姉を彼女なりに支えていたが、自分より容姿も頭脳も劣る姉が王となった事に対しては内心複雑な感情を抱いていた。姉が崩御した事で、彼女を王に至らしめた天の理に疑問と不満を抱いて偽王となり、同時に姉を死に追いやった景麒を憎み、塙王の援助の基、力尽くで景麒を従わせた。瑞兆が無い事から官吏が金波宮の門を閉ざしたため王宮に入れず、挙兵する。
アニメでは陽子が直接手を下した。遺体は王宮の庭に葬られた。ドラマCD「姉妹王」では、姉の即位から偽王として討たれるまでの経緯が、彼女の視点で語られている。
昇紘（しょうこう）
声 - 大川透
和州止水郷の郷長、氏名は籍恩（せきおん）。常識はずれに太った男で、酷吏の代名詞的存在。乗っていた馬車を止められたことに立腹し、清秀を轢き殺す。最後は民衆の叛乱によってその座を追われ、勅命により逮捕される。
アニメでは中肉中背の凛々しい容姿で、天意に疑問を抱く人物として描かれた。非道を積み重ねた自分が天によって罰せられない事を論拠に天意の存在を否定したが、王である陽子が自ら自身を捕らえに現れた事で天意の存在を認め、潔く投降する。
呀峰（がほう）
声 - 中田和宏
柴望の前の和州州侯。麦州出身。昇紘と共に酷吏の代名詞的存在と評される。予王の登極にあたって夏官長大司馬に命じられ、北韋郷黒亥県に封じられた。夏官長だった時代、政治に嫌気がさしていた予王に、堯天近くの予王の理想に適った小さな村と庭園を献じて、交通の要衝である和州侯の地位を得た。
奸智に長けた陰湿な男と言われ、悪名高いがなかなか尻尾を掴ませなかった。州の政に関しても酷薄で、和州侯として私腹を肥やし国法に違反した刑罰を施行し、和州から出る荷物に法外な通行税をかけたり、載からの難民を高待遇を喧伝して呼び寄せ酷使し、本来なら国庫から賄われるはずの資金を民から徴収するなど非道の限りを尽くしていた。和州の乱を機に勅命により逮捕される。
靖共（せいきょう）
声 - 佐々木誠二
浩瀚の前の慶国冢宰。官吏としては優秀だが、密かに私腹を肥やしていた。呀峰を糾弾するそぶりを装っていたが裏では繋がっており、自分に不都合な存在を弾圧させていた。昇紘・呀峰の黒幕として、和州の乱を機に勅命により逮捕される。
迅雷（じんらい）
桓魋の前の禁軍左将軍。和州の乱に際し靖共の命を受けて拓峰へ進軍するが、陽子に一喝され、勅命で靖共と呀峰を逮捕する。乱の後は、中将軍・右将軍ともども瑛州師に異動される。アニメ版では、自ら禁軍を辞職した。
小司馬
和州止水郷に属する、夏官府を統轄する武官。もとは一介の流賊だったが、かつて松塾を焼き討ちにした報酬として、官職を得る。
原作では陽子たちの会話で登場するのみだが、アニメ版では昇紘の片腕であり、浅野の面倒を見ていた。歯向かった浅野を殺した直後に、駆けつけた桓魋達によって討たれる。

### 予王以前の慶東国の人々
達王（たつおう）
王が長く玉座にいたためしがない波乱の国とされる慶で、その昔、300年以上という長期間の治世を誇った名君。倒れた大多数の王の例に漏れず、治世の末期には民を何重にも苦しめたものの、そうなるまでは安定した善政を布いた。達王の死後、慶は君主に恵まれず、特に近年の3代はことごとく無能な女王が続いて国が荒廃したため、慶には「達王を懐かしむ」という意味の懐達という言葉がある（男の王を懐かしむ、というニュアンスも含まれている）。水禺刀を作るなど、現在の慶に与えた影響も大きい。
悧王（りおう）
陽子から数えて4代前の王、治世68年。在位60年ごろには暴君へと変節し、他人への讒言にしか耳を貸さなくなり、官吏に対して辛く当たることが増えた。事あるごとに官吏を試すようになり、不可能とも思える難題を突きつけ、時には過度な忠誠の証を求めた。太子を何者かに暗殺されたのが豹変の理由だという説がある。
薄王（はくおう）
3代前の女王。治世16年。権に興味が無く、奢侈に走った。
比王（ひおう）
先々代の女王。治世23年。贅沢には興味を示さなかったが権力に執心し、自分の命令1つでどのようにも動く臣下を見て楽しんでいた。
予王（よおう）
声 - 藤田淑子
陽子の前の景王で、景麒の最初の王。姓名は舒覚（じょかく）、字は恩幸（おんこう）。商家の出身で、貴色は青。思慮深く心優しい女性で、決して玉座に値しない人柄ではなかったが、繊細かつ気弱で内気過ぎる性格であり、景麒は初見から王に向かない人だと感じていた。景麒の美しさに惹かれて玉座を受け入れた。
即位直後は王としての務めを真面目に果たそうとしたが、官吏たちの頑強な抵抗に国事への自信を無くし、王宮の奥に引きこもる。一見冷淡な景麒の言動に傷つくこともあった。彼女の求めた幸せは自分自身の人の女性としての凡庸な幸せであり、民を幸せにする事を考えなかった。後に泰麒との交流がきっかけで不器用な優しさを見せた景麒に恋心を抱き、嫉妬のあまり国中の女性を追い出そうとして国を傾けた。結果景麒は失道し、彼を救うために自ら退位し、蓬山で崩御して6年の治世を終えた。泉陵に葬られ、堯天に祀られている。
丕緒（ひしょ）
悧王即位の10年ほど後から、百数十年、5人の王に仕えている羅氏。その手腕から羅氏中の羅氏と周囲から賞賛されている。祖賢から受け継いだ「鵲は民を表す」という考えから、いつしか陶鵲に自分の思いを込めるようになり、景の民の苦しみを知ってもらおうと予王即位の大射の儀の際に、中に赤い玻璃を仕込み割れたときに血飛沫が飛ぶように見えるよう細工した陶鵲を誂えたのが、予王が引きこもる遠因となった。蕭蘭の考えを分かっている、と思い込んでいて、実は何も分かってやっていなかった。
祖賢（そけん）
丕緒が最初に仕えた射鳥氏。温厚かつどこか無邪気な老爺。「射鳥氏の中の射鳥氏」と呼ばれたが、悧王豹変後、突然捕縛され処刑された。
蕭蘭（しょうらん）
丕緒の馴染みの羅人だった女性。凌雲山の下へ梨を投げ込んでいる姿を見て丕緒は彼女がこの国を見ていない、と思い込んでいたが、実は現実を直視し羅氏の真のあり方以外何も考えていなかった。予王の女性追放令を悠長に捉えていたが、行方不明になる。
青江（せいこう）
蕭蘭の弟子。丕緒の馴染みの羅人。陶鵲に関する蕭蘭のアイディアを丕緒に伝える。
蓮花（れんか）
予王の女性追放令を女児を男装させ成人女性を隠す事で無視した街の出身。15歳になったばかりの春のある日、突然、故郷が軍に襲われ両親と妹を目の前で殺され孤児になる。そこから雁国に向かうべく、残った街の人達と共に青海航路のある麦州へ向かう途中で、幼馴染の明珠（めいじゅ）が入水自殺する。麦州との州境に近い建州の摂養で予王の崩御を聞いた一行が故郷に戻ろうとした際、「これ以上周囲に流されるのが嫌だ」とこの街に留まる事にし、現地の人の紹介で槐園の下働きになる。
嘉慶を筆頭とする槐園の住人達の浮世離れしたように見える生活に戸惑いながらも、それに慣れた矢先に摂養が舒栄配下の軍に襲われた事で、自分の辛い気持ちを思い出す。外の嵐に何もしようとしない嘉慶らを罵るが、自分の役目と出来る事が暦作りだけしかない、という嘉慶の返事に落ち着きを取り戻す。その後は嘉慶の配下の手伝いをしている。
嘉慶（かけい）
摂養郡の保章氏。五十代半ばほどの、とても鷹揚で優しい人物。気象と気候の観測所を兼ねた園林・槐園で、配下や下働きの者や数家族の農家と共に暦作りとその研究三昧の生活をしている。あまりにも職務に没頭しすぎるあまり、部下からの苦言や蓮花を絶句させる事（大量のセミの抜け殻を目に付く所に放置、など）がしばしばあった。自分の職務と世間に対して出来る事が暦作りしかない、という事と、同時にそれが市井にとって必要不可欠である事を自覚している。

## 雁州国
※声の記述はCDドラマ版 / アニメ版の順
尚隆（しょうりゅう） / 小松三郎尚隆（こまつさぶろうなおたか）
声 -  梁田清之 / 相沢正輝
現在の延王。前者は十二国での名、後者は蓬莱での名前。普段は奔放で不真面目だが、重要な局面では優れた手腕を発揮する。治世は500年におよび、名君として名高い。
頻繁に王宮を出奔し、風漢（ふうかん）と名乗って国内外に足を延ばしている。遊郭や賭場で放蕩しては有り金を使い果たし、下働きをしているところを官吏に連れ戻される、ということも少なくない。一方で市井の様子や他国の動向を自ら視察する意味もあり、同様に放浪癖のある奏国の太子・利広と出会って情報交換することもある。
胎果であり、蓬莱では戦国時代の瀬戸内水軍であった国人・小松家に生まれ育つ。兄が二人いたが戦死している。小松家の跡取りとしてちやほやされ、領内をぶらついては領民と交流していた。大内氏の傍流から許嫁を貰ったが、祝言の夜に婆二人を盾に寝所に入れてもらえず、以来会ったことがないのに子供ができていた。小松水軍が近隣の因島水軍との戦いに敗れ一族郎党滅亡、自らも戦死しかけたところを六太に救われ、雁国を与えられる。
剣術・政治的手腕共に一流で、正義や体面よりも最小限の被害で成果を挙げる主義。盛者必衰の考えも持ち合わせている。かつて自分が処刑した官吏（斡由）の墓参りには、今でもお忍びで行っている。
現在の簡素な服装について臣下と折り合いをつけるまでに、300年に亘る戦いを経ている。六太以下の家臣にとんでもない字を与えている。世話焼きでもあり、自らが選んだ王の王気を自覚できず悩む泰麒のために、あえて憎まれ役を買って出たこともある。
六太（ろくた）
声 - 山口勝平、幼少 - 石津彩
現在の延麒。外見は12〜13歳。名前は蓬莱の親に付けられた。麒麟本来の姿は馬と鹿の中間のような形であるため、字は馬鹿。雁国宰輔を務め、首都州・靖州の州侯でもある。相手の嘘や隠し事に気付き、あえてそれを黙っているなど聡い性分。
胎果であり、室町時代に京都の貧家の末っ子として生まれ育った。4歳の時に応仁の乱後の荒廃した世相の中、父親の雇い主を足軽に殺されたことがきっかけで貧しさから親に捨てられ餓死しかけたところを、沃飛に救助された。戦を起こし民を犠牲にする権力者を嫌う。10歳の時に自らの使命に疑問を持ち蓬莱に逃げ渡り、実家が既にないのを見て当てもなく西にさまよい、3年後、血に酔って倒れたところを尚隆に拾われ、天命に抗えず彼を王位に就かせる。
尚隆と同様、度々王宮を飛び出して市井を放浪する。更に『胎果の麒麟の特権』と称して蓬莱にも再三渡っている（蓬莱では金髪から黒髪に変わる）。蓬莱の物品を持ってくることがあるが、その入手方法については言葉を濁している。近年は泰麒探索を名目に年に1回程度蓬莱との間を行き来している。アニメでは景麒と会う前の陽子に遭遇している。
白沃飛（はく よくひ）
声 - 日高奈留美
六太の女怪。白い鱗の生えた手と、白い翼、鷲の下肢、蛇の尾を持つ。
悧角（りかく）
声 - 肥後誠
六太の使令。種族は錆翡（しょうひ）。濃い灰色の毛並みの三尾の狼。妖魔としての格は筆頭クラスで、俊足。
楽俊（らくしゅん）
声 - 鈴村健一
姓名は張清。灰色のネズミの半獣。陽子と最初に会った時点で22歳。人の姿は中背で痩せぎす。獣姿は陽子の鳩尾ぐらいの身長。かなりのお人好しかつ正直者。嘘を吐こうにも鬚と尻尾が正直に動くため嘘がつけない。巧国出身で、独学で勉学に励んだ努力家。特に法令に関しては教師も舌を巻くほど博識。
巧国内陸部の淳州安陽県鹿北の人里離れた粗末な家に母と二人で暮らしていた。巧国では戸籍に半獣と但し書きがされ、少学に行くことや給田を受けることができず、半獣を雇うと雇い主に税金が余計にかかることから働き口もないため、母親が自分と亡き夫の土地や財産を処分し小作農や女中として働いて生活していた。近所で行き倒れた陽子を救ったことで親友となり、生活の伝手を探しがてら彼女と共に雁国へ向かう。陽子が偽王と戦った時は、陽子が正当な王であることの証人として六太と共に偽王に下った州候らの説得に奔走した。その結果、延王らの推薦と援助により雁国の大学に推挙され、首席合格した。
父親は若い頃に県かどこかの役人をしており、彼が残した書き付けや遺品の書籍を手本に独学した。そのため文章が上手く、大学での字は「文章の張」を意味する文張（ぶんちょう）である。後に大学を自主退学する蛛枕から数々の資料を譲り受け、いかに自分が王たちに庇護されているかを知る。衣服代を節約するためもあって獣姿でいることがほとんどで、人の姿に慣れていないせいか、人の姿だとやたらとあちこちにぶつかり、大学では必修の乗馬と弓射の腕前もかなり酷い。鳴賢から、目的も無く知識を求め学問を修めることの難しさと危さを諭される。アニメ版では、最終回に慶国の大学へ編入する。
延麒の依頼を受けて柳へ赴いた旅の途中で祥瓊と遭遇し、行き場を失っていた彼女の姿をかつての陽子と重ね合わせ、彼女に公主としての責任と自覚を促した。
慶国の年号「赤楽」の「楽」は楽俊の字に由来する。
楊朱衡（よう しゅこう）
声 - 子安武人 / 家中宏
雁国の官吏。元々は内史の下官だった。王に発言するだけで罰せられることがある低い身分にもかかわらず、登極から3日後の尚隆に向かって「興王か、滅王か」と自らの諡を選ぶよう発言した。そのため字は無謀。尚隆に抜擢され内史の中級官になり、その後は春官長大宗伯（アニメでは秋官長大司寇）を歴任。六太曰く「深く根に持って、笑顔で100年でも200年でも厭味を言うタイプ」。延王と延麒の出奔癖には辟易しつつも、割り切っている。後宮に、極秘に執務を行うための部屋を賜ったため龍陽の寵と揶揄されたこともあった。
帷湍（いたん）
声 - 関智一 / 宝亀克寿
雁国の官吏。もとは田猟（下級官僚）。尚隆が登極するまでに死亡した民の戸籍簿を投げつけ、登極に至るまでの長い時を責めた。その経緯から、字は猪突。当時の地官長に官籍を剥奪され謹慎処分になるが、尚隆から遂人に抜擢された。のち地官長大司徒を経て天官長太宰になり、王の生活態度改善に乗り出す。王の寝所に立ち入り、禁門を使用し、内宮の奥まで騎乗していくことができ、王の前で平伏せずとも良い。
成笙（せいしょう）
声 - 三木眞一郎 / 真殿光昭
人望も厚い雁国の武官。梟王の時代から禁軍左将軍を務めた。梟王も殺すのを惜しむほどの傑物。梟王の不興を買って牢に入れられたが、梟王の死後も「次王の赦免があるまで」と50年間鍵のかかっていない牢屋から出なかった。その経緯から、字は酔狂。のち夏官長大司馬になり、帷湍の策に協力する。
壁落人
#海客参照。
鳴賢（めいけん）
声 - 風間勇刀
楽俊の大学での友人。『書簡』の時点で26歳。半獣であるがゆえに差別を受ける楽俊を庇い、世話を焼く。鳴賢は別字で、成年になる前に入学する者は珍しい大学に19歳で入ってきたことから「賢さが鳴り響く」意味で名付けられた。最近、落ちこぼれつつある。
蛛枕（ちゅちん）
声 - 中井和哉
楽俊の大学での友人。本来の字は進達だが、誰もこの名では呼ばない。字の由来は「勉学熱心で眠らないあまり枕に蜘蛛の巣がかかっていた」という出来事から。妻帯者。8年間大学に在籍した後に学業不振による除籍から逃れるためと経済的困窮から自主退学し、楽俊に自分の資料を譲った。

### 500年前の雁州国の人々
斡由（あつゆ）
声 - 松本保典 / 大倉正章
元州侯元魁の息子。姓名は接祐（せつゆう）。赤茶色の髪で、右のこめかみのひと房だけが白い。
梟王の時代から傑物として州内の人望を集め、梟王末期の暴政から民を守るため、梟王のいいなりであった父を幽閉して実権を掌握する。30年以上続いた王不在期には、白沢を始めとする優秀な官僚団を統率して、雁国を覆った過酷な荒廃を押しとどめるべくその手腕を発揮し、元州のみならず雁国全土にその名を知られる。
真面目で利発な上に条理を弁え、鷹揚で懐が深く、才能ある者を積極的に取り立てていた。しかしその実は、己の失敗を認めることができない性格であった。また、十二国を創造したという天帝に対し、「天帝などおらず、いたとしてもそんなもの必要ない」と実在のみならず必要性まで否定した。
尚隆登極後も元州の実質的な州侯として復興に尽力していたが、梟王時代に破壊された漉水（ろくすい）の堤復旧を先送りし続ける尚隆の態度に業を煮やし、漉水流域の民を守るために反旗を翻す。しかし国府に徴兵志願者や支援を申し出る郷・郡が続出し、宰輔の拉致監禁という強攻策に出たため尚隆の計略もあって諸侯から離反者が続出するという不利な状況に追い込まれ、大雨の最中に街の対岸にだけ堤を作るという尚隆の策に嵌り敗北。元州に潜入していた尚隆に断罪され、尚隆が背を向けた瞬間に襲い掛かるも悧角によって致命傷を負わされ、尚隆に介錯される。内乱から100年も経たぬうちに功績も忘れ去られ、巷間には「遥か昔に延王に反逆した大罪人」としてしか伝わっていない。しかし尚隆は、父に背かず小松家を滅ぼした自身との対比で「もう1人の自分」と語り、「もし斡由が美名ある為政者としての自分を貫けたなら、王としてこれ以上の人材はなかった」「（白沢など）良い官僚を残してくれた」と評価している。
駁更夜（ばく こうや）
声 - 石田彰、幼少 - 本井えみ
荒民の少年。子供の時に父親が失踪したうえ里の住人達から母子共に罵声を浴びせられる生活を送り、国の荒廃により母親に捨てられ、さまよってたどり着いた里の大人によって崖から黒海に落とされたところを、子供を亡くした妖魔（天犬）に拾われ育てられる。その妖魔と共に、父がいると信じていた「蓬莱」を求めて黒海沿岸を放浪していた頃、尚隆を王に選んで2年後の六太と出会い、六太によって「更夜」と名付けられる。自分を育ててくれた妖魔（大きいの）に「ろくた」と名づける（ドラマCDでは「大きいの」のままである）。
その後、金剛山の山腹の穴を拠点に「ろくた」と当ても無く各地を放浪していたが、六太と出会って3年後に六太以外で初めて人間扱いしてくれた斡由と出会い、雁国元州夏官射士（貴人の私的な護衛官の長）として取り立てられる。その恩に報いるため斡由を陰で支え、また、斡由の唆しにより謀反者の暗殺を担う。反乱勃発時には六太誘拐の実行犯となった。斡由が尚隆に襲い掛かろうとした時、「ろくた」を呼び止める。
謀反鎮圧後は人界に別れを告げて黄海に入り、現在では犬狼真君と呼ばれている。青みを帯びた黒髪。外見は15〜16歳前後。
亦信（えきしん）
声 - 小形満
梟王の時代には、成笙の束ねる軍の麾兵であり、かなりの手練の兵士だった。更夜を連れて街に出た六太を小臣として護衛した際、六太を脅して連れ去ろうとした更夜を阻もうとして「ろくた」が呼び寄せた妖魔に殺された。
院白沢（いん はくたく）
声 - 有本欽隆
元・元州州宰で、斡由の部下。外見は50歳前後。元州の乱の後は、雁国冢宰に任じられる。ドラマCDでは六太を逃がしたことにより「大きいの」によって処刑された。
驪媚（りび）
声 - 折笠愛 / 勝生真沙子
元州牧伯。元は司刑官の下大夫だった。結婚していたが、官吏になった際に家族とは別れた。元州謀反の際、六太と共に人質として元州に囚われるが、六太を州城から逃すため彼の赤索条を切り、頭を断ち切られる。六太に王と違って天罰を受けない仙が王権を握ることの恐ろしさを最期まで説いていた。
アニメ版では、六太が蓬山にいた時に昇山し、親が子を殺さずとも生きていける国になるよう王を与えてほしいと懇願する。
毛旋（もうせん）
声 - 肥後誠
元は成笙の師帥。元州の乱の頃には小臣として、尚隆の出奔を嫌々ながら手引きしていた。元州の乱の際に一時的に大司馬に抜擢される。
元魁（げんかい）
声 - 柴田秀勝
梟王の治世から元州の乱時の元州候。保身のため梟王に言われるがままに無辜の民も罪人として処罰するなど民を虐げたため、息子の斡由によって州城の地下牢の奥に幽閉される。その後は、わずかな地下水と牢に生えた苔で飢えと渇きをしのいでいた。元魁が幽閉された後、斡由は父の影武者として一人の老人を立てたが、彼もまた影武者を辞めた際に斡由によって舌を切られ地下牢に閉じ込められ放置されていた。斡由の過去や本性を六太に教えた。
梟王（きょうおう）
雁国の先王。長く善政を布いたが、いつしか道を失い、暴君となる。州侯のうち心ある者は誅殺し、王に不満を言うものあれば嬰児に至るまでを殺し尽くした。末期には国土を破壊し尽くした。麒麟が失道の病で倒れた後は、自らの天命は尽きたと傲然と言い放ち多数の人民を徴用して巨大な墓を作らせ、さらに国民を苦しめた。その完成間際、 道を踏み誤ってから三年目にして崩御。それ故に、その暴虐は辺境の地まで及ぶことは無かった。
標仲（ひょうちゅう）
雁国北方の継州の北の州境付近にある山陰の寒村、節下郷西隕の出身。梟王が斃れた年に生まれた。苦学の末に継州の少学に進み、梟王の暴虐によって府第から人がいなくなったために予算確保の為に各府第が人員補充をしていたことによる慮外の果報によって三十半ばで国官の迹人（野木に生ずる新しい草木や鳥獣を集める官）に任命された。包荒の旧友。愛馬の名は娃玄。
包荒の警告を受け、奇病が流行し枯れていく山毛欅林を救うべく奔走するが、尚隆登極を聞いて、その奇病を止める薬草である青条を新王に卵果にしてもらうべく玄英宮に運ぶ途中で限界を迎え、事情を知らぬ人々の善意に希望を託す。
包荒（ほうこう）
節下郷の山師（山野の保全を掌る官）。西隕出身。幼い頃から山野に遊ぶことが好きで、付近の山を縦横無尽に駆け廻り、一本の木を飽かず眺め、鳥や虫を一日中でも見守っていられ、そこの植生や地形を自分の庭のように熟知していた。標仲の旧友で共に少学へと進み、標仲よりも一年早く少学を出て、彼の天職とも言える山師となった。職務上の天敵である猟木師（プラントハンターを生業とする浮民）とも分け隔てなく接する。
山毛欅が石のように変化して枯れる奇病に対して、枯れた木が高値で売れるため喜んでいた民とは違い、山毛欅林が無くなることで起きる災厄を予見し警告していた。奇病を止めるべく興慶の助力の下、標仲と共に奇病を治す薬草を探し青条を発見するが、青条の生態故の繁殖の難しさから奇病を食い止めることができず、王宮に青条を届けに向かう標仲を見送り西隕で青条を守りながら果報を待った。
興慶（きょうけい）
四十代半ばぐらいの猟木師。顔色の悪い痩せた男で、寡黙で無駄口を叩かない。包荒とは顔なじみで、彼によって標仲に紹介された。自ら包荒に語ったことによると、生まれは芳だが、生まれた頃の政変で国が荒れていたためか四つになったばかりの頃に両親によって猟木師の宰領に売り渡された。以来猟木師の一員として諸国を遍歴。最近、宰領の許を離れることを許可されたが、弟子はいない。包荒に手を貸すべく自ら『天の配剤』として仲間と別れて継州に留まり、包荒と標仲に猟木師秘伝の知識や技術を伝えて、青条の発見とその育成に力を貸した。

## 戴極国

### 乍王朝
乍驍宗（さく ぎょうそう）
声 - 藤原啓治
泰王。姓名は朴綜（ぼくそう）。元・戴国禁軍左将軍。委州の呀嶺出身。褐色の肌に白髪、真紅の瞳。人望が厚く、知略に優れた武将として他国にまで知られた。泰麒を竦ませる程の覇気を持つ。
剣の腕前は延王と並び、驕王に付き添い雁国へ赴いた際、尚隆と試合をして3本の内1本を取ったことを賞賛され、驕王（アニメでは延王）から剣を下賜された。
驕王から阿選と並んで重用されていたが、道義に反する命を拒否して3年ほど野に下っていたことがある。この時、黄海で朱氏に徒弟入りして騎獣の狩り方を学んでおり、軍へ復帰した後も休暇の度に黄海を訪れて、自ら騶虞の「計都」を捕獲し騎獣にした。その経験から昇山の際も李斎ら他の昇山者とは別行動を取り、僅かな手勢のみの単独行で妖魔が跋扈する黄海を踏破して蓬山に到達した。
蓬山で李斎・泰麒と共に騎獣狩りに行った際、誤って饕餮の巣穴に入り込み、饕餮に跳ね飛ばされ、然程の怪我はなかったのだが泰麒の気を散らさないように重傷を装い、泰麒の折伏を成功させた。李斎を始め多くの官が泰麒を無力な子供のように扱う中、蓬山の女仙が「戴の者は血の気が多い」と揶揄したような苛烈な血が泰麒にも流れていると判断しており、後に泰麒が自ら人を殺傷する様子を見て即座に納得していた。
頭脳明晰で決断力と実行力を兼ね備えているものの、謙虚さに欠け、やや独善的な面がある。自分の性格や言動に加減ができず、自ら「手綱をうまく緩められない性分」と語る程に無理にそれをしようとすると泥沼化する事を自覚している。そのため、人望は厚いが敵も多い。理想を実現するため、時には苛烈で強引な行為に走っていた。即位後は宮中内の要職を側近で固め、泰麒を漣国へ行かせている間に旧勢力・敵対勢力の粛清・排除を行っていた。
反乱軍討伐のため、かつて自分に一敗地を付けた轍囲のある文州へ出征中、琳宇（轍囲の手前の郷城）付近で姿を消し、その後7年間に亘って行方不明になる。実際には阿選が護衛として付けた烏衡に連れ出され、函養山で襲撃されて重傷を負い、縦坑の底に放り込まれた上、落盤を起こして生き埋めにされていた。暗闇の中に一人取り残されながらも王としての務めである郊祀を絶やさず、自力脱出のための努力を続け、やがて裂け目で遭遇した騶虞の「羅睺」を捕らえて騎獣とし脱出する。一度は阿選に捕らわれ公開処刑されそうになるものの、泰麒、文州で決起した李斎らの残党、潜伏を続けていた英章軍・臥信軍によって救出され、雁を始めとする諸国の支援を受けて玉座を取り戻す。
蒿里（こうり）/ 高里要（たかさと かなめ）
声 - 釘宮理恵（蒿里）、岡野浩介（高里要）
泰麒。鬣の色が鋼色の、麒麟の中でも稀な黒麒麟であり、周囲からは麒麟としての能力が高いと思われている。
卵果が実って間も無く蝕により日本へ流され、胎果として生まれ育った。10年後に延麒により発見され、身に覚えのない事で祖母の折檻を受け雪の降る庭に放り出されていた所を廉麟と汕子によって連れ戻された。その後は蓬山で育てられ、昇山開始の報を聞いて昇山してきた驍宗を王に選び戴国へ下るが、驍宗の出征中に阿選に角を斬られ、その衝撃から無意識に鳴蝕を起こして再び蓬莱へと渡り、同時に十二国で過ごした約1年間の記憶を失う。6年後、各国の協力により十二国へ帰還するが、肉食の強要や汕子・傲濫の暴走による血の穢れ、更に周囲から向けられた怨詛（怨みや憎しみ等の負の感情）により、体は瀕死の重体に陥っていた。西王母により病を祓われ回復した後、自分の存在が慶に少なからず負担をかけていると感じ、角が再生するのを待たずに驍宗を探すため李斎と共に戴国へ戻る。
帰還した戴では直接王宮に乗り込み、虚言で高官を混乱させた隙に自分の勢力を作り、民の救済と驍宗の捜索・救出を試みる。目的達成の直前で阿選により勢力を瓦解させられるが、驍宗処刑の場で麒麟にあるまじき「自ら剣を取り殺傷を行う」ことで驍宗の下へ駆けつけ、李斎らと共に驍宗を救出する。殺傷を行ったことによる穢瘁は再び西王母に清められるが、後遺症が残ることになった。
幼い頃は、祖母の厳しい躾により常に周囲に気を遣う自虐的な性格だった。蓬莱では浮いた存在だと自覚していたため、最初の蓬山への帰還の際、生家との別離をすんなりと受け入れて惜別の念は持っていなかったが、哀惜の念がありホームシックになる事もあった。二度の帰還を経た後は、一度決意した事は最後まで貫き通す強靭な意志を持ち、良くも悪くも強かで、戴の民らしい苛烈さを備える性格になった。
「蒿里」は蓬莱での名字をもじったもので、蓬山に存在する死者が住む山（蒿里山）を「いっそ不吉で縁起が良い」として驍宗が付けた字である。陽子より1歳下（蓬莱から2度目の帰還の時点で17歳前後）だが、麒麟としての成獣年齢はそれより少し若い。
白汕子（はくさんし）
声 - 勝生真沙子
泰麒の女怪。女の上半身に魚の首、豹の下半身に蜥蜴の尾の姿。泰麒に対して非常に過保護。
『魔性の子』では泰麒を守ろうとするあまり理性を失い、些細な事でも泰麒に危害を加えた者は傲濫と共に惨殺していた。
傲濫（ごうらん）
声 - うえだゆうじ
泰麒の唯一の使令。種族は饕餮（とうてつ）。麒麟と同等以上の強大な力（汕子曰く「王の手に余る程の力」）を持ち、他の使令達が本能的に近付くのも恐れおののく程の強烈な妖気を放つ、妖魔の中でも別格中の別格として扱われている。
決まった姿を持たず、柴の子犬や巨大な狛犬など様々な姿に変わる事ができ、普段は大きな赤い犬の姿をしている。
蓬莱へ渡った泰麒を守る為に、汕子と共に殺戮を繰り広げ、血の穢れにより妖魔の性を取り戻しかけ、結果泰麒の周囲に禍々しい妖気とおぞましい量の血の穢れをまき散らした。しかし後の泰麒捜索の際に、この膨大な妖気と穢れが手がかりとなる。
劉李斎（りゅう りさい）
声 - 進藤尚美
戴国瑞州師中将軍。姓名は劉紫。赤茶の髪の大柄な女性。驍宗の登極前は承州師におり、承州師の女将軍として王宮にも名が知れていた。
驍宗と同時期に昇山した1人で、騎獣の飛燕を介して泰麒になつかれ、その縁で驍宗とも誼を通じる。戴国に戻った後も泰麒や驍宗からの信任は篤く、驍宗登極による玉突き人事で空位になった瑞州師中将軍に抜擢され、驍宗の禁軍時代の人脈が大半を占める戴国宮中にあって、阿選らと共に数少ない外様の有力者として重用される。
驍宗と泰麒が行方不明になり、自身も反逆の汚名を着せられて部下と切り離された後も、事実上の支配者となった阿選に下ることを拒否して、6年間各地を転々としながら驍宗と泰麒の探索を続けた。進退窮まった時、泰麒と同じ年頃で同じ蓬莱で生まれ育った胎果の女王が慶国に登極した噂を聞き、仲間の花影の反対を振り切って、慶王に覿面の罪を生じさせてでも支援を要請するため、戴国を脱出した。妖魔に襲われ右腕を失うも何とか慶国に到着し、彼女の懇願により各国の麒麟が協力して泰麒捜索が始まった。
阿選の手を逃れる間に地位も名誉も資産も失い、景王を頼ろうとした際に花影と袂を分ったことで知己もすべて失い、慶国の保護下では「戴」という国以外に己の依って立つ場所を持たなくなっていた。泰麒の帰還後は泰麒さえ無事でいれば戴を救えているような気になっていたが、それでは戴の民に対する裏切りであると泰麒に諭され、泰麒と共に戴国へ帰還する。
戴で瑞雲観の道士の生き残り・去思と出会ったことを切っ掛けに、道観を中心として驍宗を捜索しながら坑夫や商人などに人脈を広げ、元は敵であった土匪とも協力関係を結び、遂には驍宗の救出に成功する。阿選によって再び驍宗が捕らえられた後は、僅かな残党を率いて悲壮な覚悟で驍宗救出に向かう。
花影（かえい）
戴国秋官長大司寇。元・藍州州宰。驍宗登極以降は李斎の友人でもある。穏やかで人を罰するのは苦手とするが、その性分故に佞臣の粛清を進める中ではむしろ公正に人を裁けると考えた驍宗によって、大司寇に抜擢された。しかし公正さを保つ為に驍宗は抜擢の理由を言わなかったため、向かない仕事に気を病み職を辞す事も考えたが、花影の負担が大きいことに気付いた彼から李斎経由で本心を聞いて、職務に邁進する事になった。
阿選の乱後は王宮を脱出して放浪し、李斎と合流して最後まで行動を共にしていたが、騙すような形で他国に支援を求めようとする李斎とは袂を分かつ。その後、故郷の蘭州へ戻り、臥信と合流して江州攻めに協力する。
巌趙（がんちょう）
戴国禁軍左将軍。巌のような巨躯。驕王の治世では驍宗軍の師帥で、驍宗とは兄弟のような間柄だった。阿選の乱の際は鴻基にいたが、多くの人質を取られて身動きできず、官職も自邸も取り上げられ、驍宗の騎獣である計都の世話役として劣悪な待遇に甘んじた。泰麒の帰還後も表立って行動することを躊躇っていたが、項梁が出奔した際に代わって泰麒の大僕になる。
英章（えいしょう）
戴国禁軍中将軍。奇計奇策の軍人。文州に叛乱の鎮圧に赴くが、文州全土で次から次に勃発する暴動に対処しきれず、轍囲が巻き込まれるに至って驍宗自らの援軍を招くことになった。阿選の謀反を李斎から知らされた際、いち早く全軍を解散し、王師六軍の中で最も勢力を保ったまま潜伏する。
正頼（せいらい）
戴国瑞州令尹であり、傅相も兼任。泰麒の教育・世話を一手に引き受ける。驍宗配下の軍吏の中でも名うての文官。少々茶目っ気もあり、時にはそれで驍宗に絞られる。阿選の乱の際に国帑（国の資産）を隠匿し、そのため出奔に失敗して捕らえられ陰惨な拷問を受けるが、阿選の行動を大きく削ぐことに繋がった。驍宗帰還後は冢宰になるものと目されている。
霜元（そうげん）
戴国瑞州師左将軍。巌趙ほどではないが偉丈夫で、幼い泰麒に「騎士」という言葉を想起させていた。叛乱の鎮圧に苦心している英章の援軍として驍宗とともに文州へ赴き、阿選の乱後は李斎討伐の命令を拒否して軍を解散する。その後、誅伐を逃れて辺境の宗教都市・高卓に潜伏し、離散した麾下・兵卒を密かに集めながら驍宗を探し続けていた。
臥信（がしん）
戴国瑞州師右将軍。英章と同様に奇計奇策の軍人。文州の乱で驍宗が行方不明になった後、連れ戻された阿選軍に代わって文州へ派遣される。阿選の謀叛が発覚した後は2師を率い、蘭州で朱旌に匿われて潜伏する。正頼が隠匿した国帑を預かっており、驍宗が救出されるまで隠し続けた。
楚項梁（そ こうりょう）
英章軍の師帥で暗器の達人。阿選の乱後、英章や同輩との接点が失われてひとり放浪している最中、江州恬県で泰麒・李斎と邂逅する。その後、李斎と別れた泰麒の護衛として共に白圭宮に入り、拘束されていた正頼に接触して、国帑の在処を託され英章にそれを伝えるため出奔する。
静之（せいし）
臥信軍の旅帥。驍宗が昇山した際、随行した臥信の従者として共に蓬山に行っており、その際に李斎とも出会っている。阿選の乱の際、誅伐で重傷を負ったところを神農の習行に拾われる。回復後は習行の護衛に扮して仲間を探し、李斎と出会って驍宗を探す同志になる。
基寮（きりょう）
文州師将軍。驍宗登極直後は英章軍の師帥であり、驍宗の麾下達とは知己。阿選の乱の際に誅伐で重傷を負い、老安という僻地の里に匿われるが、傷が癒えず6年後に死亡する。老安の民に対し頑として素性を明かさなかったため、一時は驍宗ではないかと思われていた。
夕麗（せきれい）
英章軍の卒長。文州で軍が解散した後、葆葉に拾われ、李斎たちが葆葉と手を結んで以降は連絡役になる。兵卒としては体格や膂力で劣る女性であるが故に、女ながら将軍として立身している李斎に憧れを抱いている。

### 阿選の偽朝
丈阿選（じょう あせん）
姓名は朴高。戴国の偽王。驕王の朝・驍宗の朝ではともに禁軍右将軍。驕王時代には人望・武勇ともに驍宗と互角の将軍で、双璧と呼び慣らされていた。字の「阿選」は「選ばれたお方」の意味だが、実際には若手時代の破格の出世ぶりを「上に阿る（おもねる）のが上手い奴」と陰口を叩かれる形で付けられたものであり、それを承知で自ら名乗っている。実際には上に阿る必要などなく、出世したければ努力し功を上げれば良いという思想であり、驍宗も同じ考えでいるものとして好敵手と感じていた。しかし驍宗が驕王の命を拒んで野に下った時から、功を上げることより道義を通すことを選んだ驍宗に対する劣等感に苛まれるようになり、真の意味で常勝不敗の将軍と称えられながらも劣等感を拭い去ることはできず、それは次第に憎しみへと変わっていった。
琅燦同様、恐ろしい事象であっても隠さず泰麒に伝えていたため、李斎達よりも泰麒の信頼を得ていたが、伝える内容には虚偽を交えて泰麒が使令を驍宗の下へ遣わすよう誘導し、泰麒が丸腰になったところで本性を顕して斬りかかった。同時に文州で烏衡に驍宗を襲撃させ、函養山の底へ生き埋めにした。
驍宗失踪後は白雉末声を捏造し、仮王という体で戴国の事実上の支配者になるが、泰麒の捕縛に失敗したことを始めとする計画外の事態が多数あったため次第に疑念を抱かれ、結局は反抗者を弾圧するしかなくなる。軍による問答無用の反民虐殺、琅燦に授けられた呪術と妖魔・次蟾を利用した反抗者の傀儡化（妖魔の仕業と知らない者は「病む」と称する）で国を支配し、特に驍宗に縁の土地である乍県や轍囲、呀嶺は徹底的に壊滅させた。一方で天の後ろ盾を持たない偽王を排除する摂理が動かないよう、国家経営は完全に放棄し、国土が荒廃し民が困窮しようが意に介さない。
琅燦（ろうさん）
驍宗の朝における冬官長大司空。阿選登極後は太師だが、実質的には冬官長を引き続き兼任している。外見年齢は18〜19歳程の女性。一見飄々としているが恐ろしく博識であり、冬官長の下に存在する無数の工匠のいずれとも話が通じる等、冬官長として彼女以上の適任者はいない。黄朱と交流を持った驍宗に黄朱から最初に預けられた人物であり、常識に捕らわれない奔放さは当初から有名だった。
黄朱ゆえに麒麟に対する無条件の崇敬意識を持たず、泰麒についても庇護するべき無力な子供ではなく一国の宰輔として厳格に見ており、李斎らが伏せていた謀反の可能性等を包み隠さず彼に伝えていた。また麒麟としては初めて饕餮を使令に下した彼を「饕餮以上の化け物」と称した。
阿選を唆して大逆に踏み込ませ、妖魔の知識や妖魔を使役する技術を提供して謀反に協力したが、阿選に対する評価は一貫して「驍宗に遙かに及ばない」であり、官吏の前でも軽蔑した言動を隠さない。目的は天意を試すことであり、延王・延麒が天綱の線引きを碧霞玄君に訊ねるように、天綱の隙間を実際に突く実験をしていた。実験と関係のないところでは自分の権限の及ぶ範囲で極力民を守ろうとしており、国府・地方の冬官を保護し、冬官が作り民が使う医薬品を絶やさないようにしていた。
張運（ちょううん）
驍宗の朝における春官長大宗伯だが、阿選の乱の際に率先して阿選に与し反抗者を弾圧して、阿選の朝では冢宰として栄華を極める。儀礼に関する知識では並ぶ者がないと評されていたが、実際には政敵の脚を引っ張る術に長けただけの無能で、泰麒帰還後に泰麒とあからさまに敵対したことで権威を失う。最後は士遜に数々の陰謀を暴露されて失脚する。
案作（あんさく）
冢宰補として張運を操り、張運を有能であるかのように演出していた能吏。張運が泰麒と敵対して立場を悪化させる中、阿選に接近して驍宗処刑を唆す。張運失脚後は変わって冢宰に任じられる。
士遜（しそん）
張運の腹心。張運の意を受け政敵の部下として送り込まれ、過剰な忠義を尽くすことで相手の気力・評判を落とす陰謀を実行していた。泰麒帰還後は瑞州州宰として、後には天官内宰として泰麒の行動を妨害するが、いずれも泰麒の策略によって失敗し、最後は国官に直接泰麒を襲撃させたことで逮捕される。尋問の際、張運から切り捨てられたことを察して、逆に張運のこれまでの陰謀を暴露する。
恵棟（けいとう）
阿選軍の元幕僚。阿選登極後は小司馬または司馬補に内定していたが、正式な辞令が下りずに無位無冠で放置されていた。泰麒帰還後は泰麒の補佐を命じられ、後に泰麒自身から士遜の後任の瑞州州宰に任命される。泰麒にとって敵である自分の立場を弁えており、控えめながら誠実に仕える。泰麒と阿選の板挟みになる中、次第に阿選に対する疑惑を募らせ、遂には阿選を見限って泰麒の腹心になり驍宗救出・反民支援のため働こうとするが、文州侯として文州へ赴任した時に次蟾を放たれ病む。
友尚（ゆうしょう）
阿選軍の師帥、阿選登極後は禁軍右将軍。簒奪者である阿選が登極することは間違っていると確信しつつも、主に対しては誇りを持って仕えていたが、その誇りは次第に失われていく。迷いを抱えたまま驍宗拘束のため文州に派遣され、朽桟率いる土匪と戦闘になるが、土匪の救援に現れた李斎・霜元に敗れて捕虜になり、手勢と共に墨幟へ下る。脱いだ衣類は適当に投げ出し、食器は埃を被り、かといって下官を雇うことも面倒臭がるなど、私生活は壊滅的。
品堅（ひんけん）
阿選軍の師帥、阿選登極後は王師将軍。驕王時代には別の将軍に仕え、後に阿選軍へ編入された外様であり、阿選軍の中では比較的扱いが軽かった。誠実で義理堅く、部下に対して手厚いため、巌趙軍から編入された師帥の杉登からも信頼されていた。旅帥の帰泉が阿選に病まされたことで阿選に反意を抱き、鴻基で驍宗が李斎らに奪還された際、自軍もろとも出奔し驍宗に帰順する。
烏衡（うこう）
阿選軍の卒長。阿選登極後は当初品堅軍に所属、後に津梁軍へ異動。「赭甲」と呼ぶ赤黒い鎧の一団を率いている。卑怯卑劣で残忍な性格であり、品行の良い阿選軍の中では持て余されている。阿選に命じられて函養山で驍宗を襲撃した張本人だが、剣客である驍宗を倒し得る力は阿選に賓満を憑けられたことで得たものであり、本来の武力は並の下程度である。驍宗を生き埋めにした後も驍宗を再拘束する時のため生かされ、汚れ仕事に重用されていたものの、驍宗の函養山脱出が確認された後、阿選に賓満を取り上げられ粛清される。
耶利（やり）
項梁と並び泰麒の大僕になった少女。元天官小宰・嘉磬が雇っていた私兵という触れ込みだったが、実際には別の人物の下から泰麒を支援するために送り込まれていた。尋常ではない体術・剣術の使い手であり、また以前から白圭宮内を好き放題に闊歩していたため王宮の構造・抜け道に明るい。出自は黄朱であり、妖魔の生態にも詳しい。
潤達（じゅんたつ）
泰麒付きの医官。黄医や他の医官が病んで姿を消したため、一人で泰麒の近習を務めることになる。後に泰麒の腹心として驍宗救出のために働く。

### その他の戴極国の人物
驕王（きょうおう）
驍宗の前の泰王。治世124年。文治の王で、比較的兵卒は冷遇していた。慣例・道義・秩序を重んじ、急激な変化や改革を嫌って穏やかで堅実な治世を築いた。しかし一方で奢侈を好んでいたため、「寝にあっては暗、朝にあっては明」と評された。また派手な式典を好み、金銀を貼った甲冑を好んで着ていたが、氾王・呉藍滌からは悪趣味だと毛嫌いされていた。彼が崩御した後、王宮の蔵の中には借用書しかなかった。
去思（きょし）
江州の道観寺院・瑞雲観の道士。阿選の登極に疑義を唱えた瑞雲観が誅伐で壊滅した際の生き残りの一人であり、近隣の寒村・東架に隠れ住んで、丹薬（民間薬）を製造するための知識と設備を守り続けていた。東架を通りかかった泰麒と李斎に項梁と共に同行して文州へ向かい、道観との交渉や修行者の視点からの助言で驍宗捜索に協力する。
酆都（ほうと）
去思と知己の神農（丹薬の行商人）。驍宗と同じ委州の出身。文州周辺の地理に詳しく顔も広いことから、李斎らの道案内として同行する。阿選に反する仲間が増えていく中、識別のために薄墨の一本線を引いた旗印を考案し、「墨幟」という呼び名の切っ掛けを作る。
建中（けんちゅう）
文州琳宇の差配（坑夫の派遣役）。驍宗所縁の里・轍囲が誅伐で壊滅した際の生き残りであり、暇さえあれば函養山に通い驍宗を探し続けていた。
朽桟（きゅうさん）
文州の玉泉・函養山を支配する土匪の頭目。驍宗失踪時に乱を起こした土匪は何者かに操られていたことに気付いており、その後土匪を切り捨てた「何者か」を阿選と目した上で嫌悪している。李斎らが函養山付近で驍宗を捜索することを許し、酔狂と称しながらも何かと便宜を図る。驍宗拘束のため派遣された友尚軍との戦闘で党羽が半ば壊滅した後、阿選が玉座にいる限り生きる道は得られないとして、残党と共に墨幟に加わり戦死する。
赴葆葉（ふ ほよう）
文州の州都・白琅の郊外にある牙門観に住む豪商。驕王の奢侈によって為した財を、阿選の乱以降は反民に注ぎ込み、武器（冬器）を製造し騎獣や兵卒の残党を集めて、挙兵の準備をしていた。李斎らと意を通じた後は、墨幟の資金・武装面での支援者になるが、捕らえられた驍宗を救おうと墨幟が王師と戦っている最中、州師に攻められた牙門観と運命を共にする。
敦厚（とんこう）
文州冬官長司空大夫。葆葉と結託して反民の支援をしており、葆葉の下へ工匠を送り込み冬器を作らせ、反民の活動が表沙汰になりそうになると握り潰している。李斎に文州城内の現状と内応者の存在を伝えるが、阿選によって文州侯が挿げ替えられると城内での活動が不可能になり、墨幟の残党に身を寄せて、驍宗を諦めてでも阿選を討つ機会を窺うことを主張する。

## 恭州国
珠晶（しゅしょう）
声 - 山崎和佳奈
現在の供王。姓名は蔡晶 （さいしょう）。12歳で登極した歴史上最年少の女王。見た目は愛らしい少女であるが、治世は90年以上。頭脳明晰で決断力・行動力に富み、自分にも他人にも厳しい評価基準を課している。気性が激しく、口より先に手が出る傾向がある。
芳国を追放された祥瓊を引き取り、あえて奚の一人として働かせる。最終的に立ち直った祥瓊を「国外追放、以後の自国への立入りを禁ずる」という形で赦している。
恭国で有数の商家の末娘として生まれ、幼い頃から父親に溺愛され何不自由無く育てられるも、先王崩御より27年に渡る王不在により荒廃していく国を憂い、官として国を支えることを目指す。学頭が妖魔に殺されて庠学が閉校になったことで、ついに12歳にして昇山を決意する。昇山途中で利広と出会い、また黄海の入り口の乾で頑丘を護衛として雇い、更に絶体絶命の危機に犬狼真君と遭遇して加護を受けるなど、多くの幸運に恵まれ、見事に成就する。登極はその統治の困難さを感じさせるに十分であったが、利広の計らいと宗王の後ろ盾によって成功する。
騎獣が好きで、幼い頃は騎商（騎獣を扱う商人）になる夢を持ち、王に選ばれなければ頑丘に弟子入りして朱氏になるつもりだった。
供麒（きょうき）
声 - 大川透
恭国の麒麟。あかがねに近い金髪。上背がありがっしりとした恰幅のいい外見かつ、優しすぎる性格。王を選定するまでの30年近くを蓬山で過ごし、珠晶からは最初の誓約の段階で既にそのことで平手打ちを食らっている。何事にも寛容さと温情を示している。珠晶の逆鱗に触れて叱咤されても、それすらも包み込むような慈愛に満ち溢れている。
相如昇（そう じょしょう）
珠晶の父親。連檣で著名な豪商。林業から身を興した。その商いのやり口はなかなかあくどい。扱わない品は無いという意味で「万賈」とも呼ばれる。妻は玻娘。3男4女があり、珠晶以外は父親の商売を手伝っている。珠晶に付けた家庭教師には商売の事ばかり教えさせている。特に珠晶を可愛がっていたが、珠晶からは内心見限られている。
室季和（しつ きわ）
珠晶とともに昇山したひとり。恭国の豪商。一見温和で物分りの良い老人で、剛氏達のやり方に追従する柔軟性ある人物に見られていたが、実際は思い込みが激しく、剛氏のやり方も形だけ真似るだけで意味を理解しておらず、更に他人の忠告も都合の悪い事は軽視する性格。剛氏の忠告を無視して妖魔の縄張りに進んだ挙句に、妖魔に襲われると荷物と一緒に随従をも置き去りにして逃げた。
鉦担（しょうたん）
室季和の家生で、随従として昇山に同行していた。季和に置き去りにされた後は、同様に置き去りにされた者達と共に珠晶の指揮の下で妖魔と対決する。
聯紵台（れんちょだい）
珠晶とともに昇山したひとり。恭国生まれだが雁国で商売をしている。他国で商売をしている故か独立心旺盛で、黄海を熟知した剛氏達のグループと感情的に対立した後は、独力で昇山しようとするグループのリーダー格となる。黄海の危険性に対しては季和よりも理解が早く、剛氏達と反目しつつも忠告を聞き入れるだけの度量を示し、単に強情なだけの人物でない事を示した。

## 漣極国
鴨世卓（おう せいたく）
廉王。農民出身で、王宮でも畑作をしている。政治にはあまり詳しくない。鷹揚な性格で、初勅は「万民は健康に暮らすこと」。本人曰く「国王はお役目、農夫が仕事」。
廉麟（れんりん）
声 - 冬馬由美
漣国の麒麟。外見は18歳くらい。政治に疎い王をよく支えている麒麟。1度目の泰麒帰還の際に協力したことから、彼と誼がある。

## 才州国
黄姑（こうこ）
声 - 鈴木れい子
現在の采王。姓名は中瑾（ちゅうきん）。治世は12年程であり、人格者として知られている。砥尚の叔母にして育ての母。砥尚が王だった時代には三公の次席、太傅に任じられていた。本来の字は慎思（しんし）。現在の字は先王に薫陶を与えたことから、麒麟の貴色である黄色を冠して呼ばれている。梨耀の下から逃げ込んできた鈴を保護した。
揺籃（ようらん）
声 - 浅野るり
現在の采麟。8歳で砥尚を王に選定し、彼の死後黄姑を選ぶ。字の意味は「ゆりかご」。繊細で優美な見た目をもつ少女で、物静かで穏やかな性格。
砥尚（ししょう）
黄姑の前の采王。諡は梧王。揺籃の最初の王。扶王末期の治世に2年で大学を終え、官吏にはならず野に下り、25歳の時に志を同じくする仲間を集めて『高斗』を結成して国の理不尽と戦った。扶王が崩御した後、瓢風の王（選定開始から最初の昇山者から選ばれた王）として期待されて登極したものの、政治の実情を知らずに理想を追い過ぎて道を失い、父や弟まで手にかけた。最後は「責難は成事にあらず」という遺言を残し、禅譲する。治世は20余年。外見は28歳。
栄祝（えいしゅく）
黄姑の息子で、砥尚の従兄であり、砥尚とは実の兄弟のように育った。即位した後は冢宰として砥尚を支えたが、国が傾いた責任を砥尚一人に押し付けようとして彼に華胥華朶を本当の効用を隠して渡し、意図的に道を失わせる原因をつくる。砥尚の崩御を知り、自裁したらしい。
朱夏（しゅか）
高斗の出で、砥尚登極の30年程前は、扶王の治世に憤る少学の女学生だった。高斗で栄祝と知り合い彼と結婚、砥尚の在位時には地官長大司徒を務めていた。
青喜（せいき）
黄姑の義息子。扶王が斃れた後の混乱で父母を亡くした孤児だった。明るく利発。栄祝・朱夏夫妻を兄や姉と呼び、身の回りの世話をしている。外見は19歳。
梨耀（りよう）
声 - 高山みなみ
砥尚の前の采王・扶王（ふおう）の愛妾。300歳を超えている。長らく扶王の王朝を支えていたが、王朝末期には気の強い性格のために次第に王から疎んじられて（アニメでは高斗を支援したのが決定打となり）、飛仙として才国の琶山翠微洞に暮らす。彼女を追放した後、扶王は崩御の道を辿った。号は翠微君（すいびくん）。鈴を100年ほど下女として使っていた。
遵帝（じゅんてい）
900〜600年程前の才国の王。治世300年に及ぶ慈悲深い賢帝であり、登極間もない頃の宗王櫨先新を支援した。時の氾王が道を失い民を虐げた際、範の民を救済するため派兵したところ、軍が国境を越えたことで天の理に触れ、当時の斎麟と共に突然死亡した。これにより国氏が「斎」から「采」に変わった。

## 奏南国
櫨先新（ろ せんしん）
宗王。治世は600年以上にして、あと80年程で史上最長の在位期間になる。「覿面の罪」の例として挙げられる才国の遵帝に会った事があるという。恰幅の良い50歳前後の大男。元は交州の港町で宿屋を一家で営み、その当時から現在に至るまで何事も家族で話し合って決める合議制を取っている。
一家には同じ筆跡で文章を書けるという特技があり、また各自が御璽を押した白紙を大量に持っているため、家族の誰もが何時でも王権を行使できる（表向きには、家族からの奏上に先新が裁可を下している形式）。実質的には一家全体が「王」であり、彼は「王の要」。議長として最終的な決断をする役を担っている。
昭彰（しょうしょう）
現在の宗麟。奏国の麒麟。銀を帯びた金髪を持つ玲瓏たる美女。物静かで穏やかな性格。
明嬉（めいき）
先新の妻。宗后妃。合議制を取る宗王一家にあって、子供達の意見を尊重しつつ、主導的に議事を進め結論を纏める役。
利達（りたつ）
先新の長男。号は英清君（えいせいくん）。実務面では極めて有能で、具体的な策や手順を考える役。
利広（りこう）
先新の次男。号は卓朗君（たくろうくん）。放浪癖があり、父が登極する以前から年の半分を放浪に費やしていた。父の登極後は、足となる騎獣を与えられたため、行動範囲が広がり出奔の頻度が増えた。ただし、一応きちんと家（王宮の後宮）に帰ってくるため、また帰省するたび的確な分析情報を持ち帰るため、家族からは小言を言われつつも大目に見られている。
放浪中に尚隆と出会う事があり、情報交換することもある。お互いの素性は察しているものの、王や太子として正面から対面したことはない。
珠晶が昇山する際、旅の途中で偶然出会い同行した。そして若すぎる王の登極に際して、先新に後ろ盾として付くよう要請すると共に、自分の騎獣である騶虞の星彩を（捕ったばかりなのにと文句を言うも利達に押し切られ仕方なく）祝いの品として贈っている。
文姫（ぶんき）
先新の長女にして末っ子。号は文公主（ぶんこうしゅ）。外見は18歳。十二国で最初に入院の制度を作った。保翠院（難民の救済施設）の代表者も務めている。

## 柳北国
助露峰（じょ ろほう）
現在の劉王。法治国家を築いた賢君として治世も120余年に及ぶ。近年は施政に興味を失くしたかのように振舞うようになり、国も傾きつつある。即位前は、地元では評判はいいが、中央にあまり知られていない地方官だった。
劉麒（りゅうき）
柳国の麒麟。昇山者ではなかった現王を選ぶのに20年程かかった。
頑丘（がんきゅう）
#黄海参照。
瑛庚（えいこう）
秋官司刑、現代日本で例えるなら裁判官に近い役職についている。位は下大夫。
感情を表に出す事が少なく、恵施との最初の結婚がうまくいかなかった。2番目の妻は清花（せいか）、その娘は李理（りり、8歳）。五十を目前に地方官から州官へ抜擢されて昇仙。その時恵施との子供のうち長男と長女は成人し結婚していた為地上に残り（その後、普通の人として先立たれた）、未成年だった次男だけを引き取って仙籍に入れた（後に次男は茅州の州官となった）。清花とは恵施が起こした詐欺事件の醜聞の責任を取って一度職を辞し、仙籍を離れて蟄居していた時に知り合い結婚。下野から3年後に国に呼び戻された。清花とは、外見においては彼女より二十歳は年上に見えるが、実年齢は八十近い開きがある。
蒲月（ほげつ）
天官宮卿補、位は中士。瑛庚の孫（瑛庚の次男の子）だが、李理からは実年齢の関係もあって「兄さま」と呼ばれ、慕われている。
如翕（じょきゅう）
典刑。罪人の罪を明らかにし、刑法に沿って罰を引き当てる。現代日本の検察官に似た役割を担う。外見は30代半ば。
率由（そつゆう）
司刺。三赦、三宥、三刺の法を司り、罪を減免する事情の有無を裁定する。現代日本の国選弁護人に似た役割を担う。
淵雅（えんが）
柳国の太子。かつて大司徒（地官長）を務め、現在は大司寇（秋官長）を務めている。一度決定したことは決して変えようとしない頑なな性格で、批判や撤回を受け付けずに押し通そうとする。そのため、時流によって変化するような政治に対応できず、結論ありきの、現実を無視した正論を唱えて、部下の障害となることも多い。
後述の狩獺の件について、瑛庚たちが「（淵雅の発言にも）一理ある」と感じているように、全くの無能というわけではないのだが、実は「『自分の意見』を持っていない（持つことができない）」というのが、彼に対する周囲の評である。父王が決定を下すまでは決して『自分の意見』を表明しようとせず、父王が下した決定を知ると、それが最初から『自分の意見』であったかのように振る舞うようになる。仮に父王が決定を変更した場合には、公私問わず父親である劉王を妥協せずに諌めようとするが、もともとが『自分の意見』では無い上、父親よりも才覚がないため、成功した例はなかった。これらの言動の根底には、名君と評される父王への対抗心がある様子。それ故に『劉王以上の劉王』と陰であだ名されている。
狩獺（しゅだつ）
姓名は何趣（かしゅ）で、狩獺は通称。三十前後。痩せぎすで中背。黒髪に黒目の特徴のない男。金銭目的の強盗殺人で道州、宿州、均州において裁かれた（先の2度は強盗致死だったが、均州では最初から強盗殺人目的であった）。均州で裁かれた後に徒刑六年を終えて市井へ放たれ、わずか半年で次の凶行に及び、以来ほぼ二年の間に十六件の事件を起こし二十三人の犠牲者を出した。
犯行は全て認めるが反省の意志は全く無く、自ら拘制よりは殺刑を望む。彼が起こした犯罪の残虐さから「大辟（死刑）を用いず」の柳国にありながら民の間から殺刑を望む声が高く、その声もあって司法官たちも彼の処罰の決定に難儀する。殺刑の停止と復活のどちらにも一理あって結論は出なかったが、最終的には狩獺に更生の可能性があるかどうかが焦点になる。そして結局、狩獺自身が更生を拒む態度であったため、殺刑の適応もやむを得ないとの決獄となる。
瑛庚は決獄に際して、狩獺にとっては反社会的行為をあえて行うことや、更生を拒むことが、何かに対する復讐であるらしいと感じている。実際、狩獺の言動からは、柳国の黥面制度を犯罪者への差別が目的だと考えている様子が見受けられる。
駿良（しゅんりょう）
首都・芝草に住む八歳の明るく元気な子供だった。芝草で小店を営む夫婦の息子。桃を買いに行く際に持っていた、わずか十二銭のために狩獺に扼殺された（殺害時、狩獺は懐に十分すぎるほどの大金を所持しており、殺してまで奪う必要はどこにも無かった）。狩獺を非難する人々の偶像となっている。
恵施（けいし）
瑛庚の最初の妻。王宮で60年近く暮らした後、「私は貴方が思うほど愚かじゃない」と最後に言い残して去っていった。瑛庚の支援を拒んで生活していたが、60年に渉る地上との隔絶で周囲との交流が途絶えており生活に困窮し、瑛庚の名前を出して金品を騙し取る詐欺を働き逮捕された。最初の徒刑を終えた後も、同様の犯行を幾度となく繰り返した。何度も同じ犯罪を繰り返したのは、自分を愚者扱いした瑛庚（と恵施は考えている）への復讐という意味合いがあった様子である。

## 範西国
呉藍滌（ご らんじょう）
現在の氾王。治世は300年。長身の男性だが、女性なみの美人。非常に洗練された趣味人で、金銀の甲冑を着て喜んだ驕王など、趣味の悪い者や物事を嫌う。延王・延麒とは付き合いが長いが、両者とも身嗜みには無頓着な為、猿扱いしている。一方で驍宗・泰麒を気に入っている。
鉱物資源に恵まれず天候上農業にも限界がある範国を、美術品や工芸品の産出で大国へと押し上げた実力者。他国からの鉱物の輸入が要となるため、他国の動向には敏感。
梨雪（りせつ）
現在の氾麟。六太なみのお転婆美少女。氾王の気まぐれで字を変えられる。

## 芳極国
祥瓊（しょうけい）
#慶東国参照。
月渓（げっけい）
声 - 田中正彦
元・恵州侯で、現在は芳国の仮王。
仲韃の信任を得て恵州侯に任じられ、以後、よく仕えた。仲韃を慕うがゆえに、彼の過酷なやり方を見ることに耐えられず、他の州侯らと共に反乱を起こし、仲韃と佳花そして峯麟を討った。祥瓊に対しては将来の更生を信じ、仙籍を剥奪した上で民間に隠した。佳花に対しては仲韃よりも数倍悪辣だと評していた。
実直で誠実な性格と確かな手腕から、官民を問わず国内の人望を一心に集めている。しかし悪意あっての弑逆ではなかったと弁明したいがために、「玉座を簒奪することは天命に反する」と頑なに玉座を拒み、朝廷を去って本来の恵州侯の地位に戻ろうとし、官たちの懇願で助言者（実質的には冢宰）としてのみ朝廷に留まっていた。あくまでも最後には朝廷を去るつもりで居たが、更生した祥瓊の姿や、それを伝えに慶王の使者として訪れた桓魋の諫言により、仮王として立つことを決意する。
アニメでは、祥瓊の歌う「偲芳歌」を幸せの象徴としてとらえ、好んでいた。
健仲韃（けん ちゅうたつ）
声 - 徳丸完
夏官出身の先の峯王。諡号は冽王。姓は孫、氏は健。祥瓊の父親。治世は30年余り。武より文を好み、臣への下賜品は必ず文房四宝だった。
即位前には清廉潔白な人柄で諸官の尊崇を集めていたが、自分自身が表裏の無い性格であったために、人間を表面的な言動で判断する傾向があった。即位後は法治国家の柳国を目標とするものの、罪を嫌うあまりに過酷な法を布く。約30年の治世の間に過酷さは際限なく激化していき、最期の年には1年間で30万の市民が処刑され、治世全体では国の人口の1/5に当たる60万人が処刑された。あまりの苛烈さに、ついには月渓をはじめ八州すべての州侯が離反、鷹隼宮に八州師あわせて10万の軍が殺到する事態となる。首都・蒲蘇の門は市民たちによって内側から開けられ、王宮の深部にある後宮で300あまりの小臣と共に八州師と壮烈に戦うも、討ち取られた。
峯麟（ほうりん）
声 - 松下美由紀
芳国の麒麟。2人の王に仕えたが、ともに暗愚な王を選んだとして、仲韃とともに月渓に討たれる。
佳花（かか）
声 - 落合るみ
仲韃の妻。華美を嫌う夫の前では夫に従い質素な生活をしているように見せていたが、実際には表から見えない部分で贅沢をしていた。他の婦女の美貌と才気を妬む、娘の遊び相手の子供の利発さを妬むなど、虚栄心が強い。妬んだ相手の罪を捏造して夫に讒言し、家族ごと処刑させたりした。月渓によって仲韃と共に斬首される。
沍姆（ごぼ）
声 - 竹口安芸子
祥瓊が預けられた里家の閭胥（長老）。息子が仲韃の過酷な法により死罪になったことを恨み、事あるごとに祥瓊を虐待する。祥瓊を自らに預けた月渓の信頼に応えるため他の者には祥瓊の正体を隠し続け、祥瓊の正体が露見して殺されかかった時には月渓に急を知らせたことは感謝されたが、祥瓊の私刑未遂の後、祥瓊を虐待したことを表向きの理由に、月渓により閭胥を罷免される。

## 巧州国
錯王（さくおう）
声 - 土師孝也
先の塙王。治世50年。姓は張。皺が深く老けた顔の大柄な男性。地方の衛士出身で、実直で責任感のある人物であった。国を統治する才能はなく、治世への重圧に苦しめられていた。また、劣悪な待遇で難民を受け入れ、奏国や雁国と無意識に張り合う事で、捌け口のない劣等感にも苛まれていた。
珍しい物が嫌いな保守的な性分で、半獣や海客・山客・胎果の存在を認めず、海客や山客を「災いの種」として発見次第捕縛・処刑する、自国の民であっても半獣には給田を一切認めない、差別体制を取っていた。特に胎果に対しては国を豊かにさせる「秘密」があると思い込んでおり、それを生まれながらにして持っている延王・尚隆に対しては羨望や嫉妬に似た感情を抱いていた。
北隣の慶国が自国より劣る事で精神的な安定を辛うじて保っていたが、景麒が蓬莱に赴いた事を知って遂に、景麒を捕え舒栄を支援しつつ、塙麟に陽子抹殺を命じた。しかし度重なる暴挙により塙麟は失道し、事切れる様に崩御した。
アニメでは、陽子に伴って十二国へと渡った杉本を「世界を救う良き海客」と称し、塙麟と共に陽子抹殺を命じた。
息子と娘がおり、アニメ版では登場している。二人は国が傾くのを止められなかった責任を感じ、父王の死後、仙籍を返上した上で市井にまぎれて田畑の耕作に励んでいる。
塙和（こうわ）
声 - 佐々木優子
先の塙麟。外見年齢は26〜27歳。
幾度も王の行為を止めようと諌めるが聞き入れてもらえず、遂には失道の病に伏せ死亡した。アニメでは塙王が自ら陽子に切りかかった際、王命に背いて陽子を庇い、自ら刃を受けた。
白尹灑（はくいさい）
塙麟の女怪。全身が毛で覆われ、手足には豹紋があり、また猫のような爪がある。背には大きな翼がある。
杵隗（きょかい）
塙麟の使令。種族は饑饑（きき）。黒犬型の妖魔。
峨城（がじょう）
塙麟の使令。種族は鸚鵡（おうむ）。鳥の姿の妖魔。
截忤（せつご）
塙麟の使令。種族は賓満（ひんまん）。アニメオリジナルキャラクター。
楽俊（らくしゅん）
#雁州国参照。
楽俊の母
本名不明。楽俊を上庠に入れるために給田を売り払い小作人になっていた。穏やかな中年女性で、息子と同じく陽子に優しく接し、彼女の人間不信を解きほぐす。
達姐（たっき）
声 - 津田匠子
陽子（アニメでは杉本と浅野も）が巧国を彷徨う中、生きるのに困って押し入った家主。青い目で大柄の中年女性。歳の離れた夫とは子供を亡くした後に別れた。夫の服を陽子に与えるなど陽子に優しく接するが、本当は町で娼館を営む母のもとに売り飛ばそうとしていた。
松山誠三
#海客参照。

## 蓬山
天仙玉女碧霞玄君・玉葉（てんせんぎょくじょへきかげんくん ぎょくよう）
声 - 津田匠子
蓬山に住まう女仙長。民の間では美女扱いされ、「娘に美しく育って欲しい」という願いから、彼女にあやかって娘に玉葉という字を与える親も多い。謎が多く、人間的な慈愛にあふれている。
西王母の代理人。人界と天界の橋渡し役として、王の相談を受ける事もある。大概の事はお見通しだが、彼女自身にも分からない場合がある。
蓉可（ようか）
声 - ゆかな
平凡な農家出身。世俗に馴染めず、13歳で昇仙の誓いを立て、五穀を絶って西王母の廟に3年通い続け、16歳で五山へ召し上げられた。新参の女仙で、かつて泰麒の世話役だった。
禎衛（ていえい）
声 - 豊口めぐみ
現在は女仙の筆頭。外見は18〜19歳。泰麒がいた頃には五十人以上いる女仙の中で最も蓬山住まいが長く、本人ですらいつ頃いかなる理由で昇山したのか覚えていない。アニメでは500年前は新参者であった。
少春（しょうしゅん）
声 - 釘宮理恵
かつて六太付きだった女仙。外見は12歳ほど。雁国出身で、廬は梟王によって滅ぼされた。荒れた西王母廟の柱を不眠不休で二日支え、王母への賛饗一千唱をして昇仙。

## 黄海
犬狼真君（けんろうしんくん）
近年になって現れた、黄海を往く者の安全を護る天仙。別名・黄海の守護者。「黄朱の民」の願いを聞き入れ、天帝や諸神に嘆願し黄海の中に誕生した黄朱の里に里木をもたらした。鼓という妖魔の皮で作った皮甲を着て、肩に妖魔に与えるための玉を綴った披巾（ひれ）をかけている。天犬「ろくた」とはいつも一緒。その正体は更夜。
珠晶が昇山の途中で危機に直面した時、「天の配剤」として登場して救出する。アニメでは泰麒が蓬山で暴漢に襲われた時にも登場する。
頑丘（がんきゅう）
柳国生まれの黄朱の民。本来は黄海で騎獣を狩る朱氏（誰にも雇われていない朱民のこと。黄朱の民では最上位の敬意を持って見られる）の1人であるが、昇山する珠晶と乾の街で出会った事から、剛氏（黄海では昇山者の護衛）として雇われた。自称・猟尸師（りょうしし）。かなり達観した性格。妖魔から珠晶を守って重傷を負い、窮地に陥るが、犬狼真君によって救われる。騎獣を失ったことが八回あり、それらのすべてを忘れないでいるため同じ種類の騎獣を持たない。珠晶の昇山の折に、連れていた騎獣（駮）に、更夜と名付けてもらった。
珠晶とは「珠晶が王に選定されなかったら頑丘が珠晶を弟子にする、珠晶が王になったら頑丘は臣下（もしくは剛氏としての護衛）になり、たまに珠晶に騎獣をとってくる」約束を交わしていた。

## その他

### 天界
天界に属する五山は、麒麟と王を生産する蓬山を除くと基本的に麒麟や王、天仙を除く仙など人界に属する者は、天界と接触する術を持たない。また、唯一人界の者が立ち入り可能な蓬山でも、天仙玉女碧霞玄君が間に立つため、直接神々と接触することはよほどの重大事でなければ不可能である。
西王母（せいおうぼ）
蓬山を含む五山の主で女神の長。かなり上位に位置する神の1人であり、滅多に人前に姿を現すことは無く、稀に玉葉の手に余る事態の場合に限り登場する。凡庸な容姿。十二国世界に戻ってきた泰麒の病を祓った。
天帝（てんてい）
玉京に住むと伝えられる十二国世界の主。かつてこの世界を一度滅ぼし、今の世界を作ったといわれる存在。一部から実在を疑問視されている。十二国#天帝も参照。

### 朱旌
朱色の線が入った旌券（身分証明書。朱色の線があるのは正規の物を紛失した際に仮発行されたもの。）を持った人々で、仮の戸籍しか持たないために子供を持てない。大半はいわゆる旅芸人。アニメ版では、海客とたびたび出会う。原作でもアニメでも何組かの旅芸人の一座が登場するが、アニメではそのうち台詞付きで登場する旅芸人の一座が全て同じ旅芸人の一座である。
座長
声 - 竹口安芸子
鈴・陽子・浅野が出会った旅芸人の座長。鈴が十二国に流れてきた当初（陽子が辿り着く100年ほど前）は現在の玉葉よりも幼かった。その後各国を旅して周り、陽子を一時期かくまう。アニメではその2年後、鈴と再会し浅野に引き合わせた。
玉葉（ぎょくよう）
声 - 金田朋子
一座の飴売りの少女。幼いながらも得意の飴細工で一座の家計を助けている。
微真（びしん）
声 - 紗ゆり
玉葉の母。名前はアニメオリジナル。人間不信に陥った陽子に対しても優しく接する。
黄鉄（こうてつ）
声 - 中田譲治
一座の警護役。当初は陽子に対して冷たく当たるが、実はかつて役人に追われて妹を死なせたためだった。最後は和解し、陽子が雁国に渡る手助けをした。

### 蓬莱
中嶋正志（なかじま まさし）
声 - 渡部猛
陽子の父親。厳格で虚栄心が強く、父権を振りかざす。「勉強よりも家事を覚えろ」と言うなど、自分の男尊女卑的かつ時代遅れな価値観を押し付け、陽子の進学や私生活を束縛した。
中嶋律子（なかじま りつこ）
声 - さとうあい
陽子の母親。夫に服従状態で、まったく頭が上がらない。
杉本優香（すぎもと ゆか）
声 - 石津彩
陽子の高校の同級生。クラスでは虐められっ子であり、何かと陽子に頼ろうとしていた。蓬莱での陽子を「卑怯な偽善者」と称した。
アニメではファンタジーの世界に憧憬を抱く内気な性格。陽子と共に十二国へ渡り、そこを「自分が本来いるべき世界」と思い込み、塙王に唆された事で陽子と浅野から離反し、塙王の命令のままに陽子の暗殺を図る。しかし次第に十二国が自身のあるべき世界ではない事を痛感し、塙麟の死によって陽子と和解し、景麒奪還を経て蓬莱へ帰還した。数日後、彼女と同じ高校に高里要（泰麒）という神隠しから戻ったとされる少年の存在を知り、要や卓に接触し、要の失われた記憶に興味を抱く。
Blu-ray BOXの特典ドラマCDでは、原作での広瀬に似た立場として登場する。
泰麒の捜索をしていた廉麟の使令を発見し、高里の居場所を陽子達に知らせた。その後葬儀場の事故現場で要を保護し匿うが、分別を失った汕子と傲濫にまたも襲われかける。しかし、駆けつけた六太の助けで難を逃れ、その際に芥瑚より浅野の死を伝えられる。その後は苦悩する要に自身の体験や思いを話し、帰還に悩む彼の支えとなった。
浅野郁也（あさの いくや）
声 - うえだゆうじ
アニメオリジナルのキャラクター。陽子の幼馴染で、優香と付き合っていた。彼らの高校は男子部と女子部が別の校舎にある様子。
成り行きで陽子らと共に十二国に渡るが、巧国を彷徨う間に崖から転落し彼女達とはぐれる。塙王の娘によれば、「塙麟が秘密裏に匿っていたが、塙麟の死と同時に行方不明になった」。周囲と言葉が通じず、妖魔や半獣など余りに不可思議な世界観によって情緒不安定になり、十二国をゲームの世界と思い込んでいた。更に蝕で流れ着いた拳銃を所持し、自分が十二国に来た理由を模索しながら、本人曰く自身の「ゲームを終わらせる役」を支えにし、朱旌に混じり生き延びていた。
その後慶国へ向かう鈴と出会い、彼女と共に景王に会いに行く。しかし同行者である清秀が、巧の村を蝕で失った事を聞いて精神が更に不安定になり、「世界は自分を憎んでいる」という恐怖観念にとらわれ、自分に触れようとした清秀に怯えて逃げ出す。
清秀の死によって鈴が離反し、行き場を失った彼は昇紘の保護を受け、彼の考えに賛同、悪事に手を貸す。小司馬と共に遠甫の里家を襲撃した際に桂桂を清秀と重ね、恐怖の余り彼を撃つ。その後昇紘の別邸へと移送されるが、別邸を襲撃して来た陽子と再会し、これまでの経緯を聞かされる。しかし昇紘の考えに賛同している事を陽子に咎められ、昇紘の手下として陽子の仲間に捕縛された。同時に役を求めていたのは自身だと陽子に指摘された。その後、班渠らによって拓峰に移され、再会した鈴から陽子達が追い詰められている事を知り、明郭の桓魋達を呼びに向かったが、道中で小司馬に出くわし、平伏しなかった事で殺害される。乱の終結後、陽子の意向で慶国に埋葬された。
高里要（たかさと かなめ）
声 - 岡野浩介
蓬莱での泰麒。十二国で過ごした1年の記憶を失い、「祟る」と噂され周囲からは孤立した存在であった。後に記憶を取り戻し、迎えに来た延王と共に十二国へ帰還した。失われた記憶を思い出そうと、しばしば絵（十二国図や傲濫を思わせるもの）を描いていた。
アニメでは十二国から帰還した優香と出会い、「魔性の子」・「黄昏の岸 暁の天」に準えたエピソードが描かれている。
高里卓（たかさと すぐる）
声 - 阪口大助、幼少 - 野田順子
要の弟。祖母の教育が裏目に出たがゆえに、人の顔色を窺う狡賢い性格に育つ。その上、家の外では乱暴者で何度も補導されるなど素行が悪く、高校も最低ランクの所に行っている。幼少の頃より神隠しに遭った兄の存在から、いじめの標的にされていた。後に汕子と傲濫に「王の敵」と見なされ、両親共々惨殺された。
アニメでは「祟る」と噂された兄を忌み嫌う一方で、彼をその様に思いたくないと苦悩している。また、優香に淡い想いを寄せている。
要の祖母
声 - 京田尚子
昔気質の女性で躾に厳しい。関西から嫁いできた。額に触れられる事や肉食を嫌い、叩頭礼（正座してのお辞儀）ができない要に厳しくあたり、彼が周囲に馴染めない事で嫁（声 - 横尾まり）を叱り飛ばしていた。卓の言葉を真に受け、要の言う事を信じず彼を雪の降る庭に放り出した。要が蓬莱に戻る直前に亡くなる。
Blu-ray BOX特典ドラマCDでは家族と共に食い殺された。

### 海客
松山誠三（まつやま せいぞう）
声 - 渡部猛
高知県出身。1945年7月29日に、呉の軍港で働いていたとき、蝕に巻き込まれて慶国にたどり着いた老人。慶国で戸籍を得てずっと住んでいたが、慶国が荒れたため1年前に難民として巧にやってきた。現在でも十二国の言葉に苦労しており、女郎宿に売られそうになった陽子が日本語を話したことで、懐旧の思いから彼女を助けた。彼女との会話で、自分が流されて1ヶ月も経たないうちに日本が終戦を迎えたことを初めて知る。当初は優しかったが、陽子が十二国の言葉に不自由しないのを知ると態度を変え、妬み、逆恨みから、陽子が得ていたごく僅かな金銭を奪い姿を消す。アニメ版では宿で掃除をしていた際に、浅野の独り言を聞いて部屋に入り込み、優香と陽子が連れて行かれた先が女郎宿であることを告げ、3人の合流を手伝う。また原作と違い、浅野から終戦を知らされている。3人が手配されている海客だと知ると報奨欲しさに役人に売り渡そうとした。
壁落人（へき らくじん）
声 - 田中秀幸
静岡県出身。東大安田講堂事件に参加していた当時22歳の東京大学の学生で、1969年1月17日に流され慶国にたどり着いた。初歩的な中国語は身に付けていたものの会話は成り立たなかったが、筆談であればかろうじて通じたことで、比較的速やかに十二国のことを理解する。現在は雁国の芳陵に暮らし、庠序（雁のみに存在する、進学を目的としない人に対する郷の教育機関）で子供に処世術などの勉強を教えている。温厚な人柄で慕われ、博識。故郷に対しては「革命に失敗した土地」と未練は無い様子。海客の研究者でもあり、アニメ版では楽俊とともに陽子の正体を見抜いた。
大木鈴（おおき すず）
#慶東国参照。

## ゲームオリジナルキャラクター
秀雷（しゅうらい）
声 - 若林直美
予王時代の慶国で禁軍に属した女性。舒栄が偽王として立つとこれを嫌い、慶国を脱出して巧と慶の国境近くを根城とする盗賊の頭領となっていた。十二国へとたどり着いた陽子と出会い、陽子が新王であると確信すると金波宮を目指す陽子に協力。陽子が景王として即位すると慶国に戻り傭兵となり、陽子が慶国内で発生した事件解決のため現地へ赴いた際にも協力した。
東望（とうぼう）
声 - 石塚堅
予王時代に秀雷の部下であった男性。偽王が立つと秀雷とともに盗賊となっていたが、秀雷が慶国に戻るとそれに従った。
羅城（らじょう）
声 - 風間勇刀
キツネの半獣。半獣として虐げられていたが、境遇の改善を餌に塙王や舒栄に操られ、十二国にやってきた陽子を度々襲う。金波宮に戻った陽子との決戦で命を落とすが、ゲーム中の選択によっては生存し続編にも登場する。
温精（おんせい）
声 - 上別府仁資
「紅蓮の標 黄塵の路」のみに登場。征州の州侯で偽王を支持している。原作小説には登場しないが、アニメにはほぼ同じ役回りで登場している。
桜桑（おうさつ）
声 - 西松和彦
「紅蓮の標 黄塵の路」のみに登場。巧国の虚海側に住む仙人。虚海の向こう（蓬莱）から流れ着く珍しいものを好み、集めている。
紫雲（しうん）
声 - 阪口大助
「赫々たる王道 紅緑の羽化」のみに登場。慶国に住む山客の男性。言葉の通じない十二国に流れ着き、山賊となっている。
琳欄（りんらん）
声 - 金月真美
「赫々たる王道 紅緑の羽化」のみに登場。慶国に住むウサギの半獣の女性。先王の時代の弾圧によって隠れ住んだ半獣の集落に住む。